# Liste der Biografien/Krum
Liste der Biografien |
Portal Biografien |
Personensuche
# |
A |
B |
C |
D |
E |
F |
G |
H |
I |
J |
K |
L |
M |
N |
O |
P |
Q |
R |
S |
T |
U |
V |
W |
X |
Y |
Z |
?
 
Ka |
Kb |
Kc |
Kd |
Ke |
Kf |
Kg |
Kh |
Ki |
Kj |
Kl |
Km |
Kn |
Ko |
Kp |
Kr |
Ks |
Kt |
Ku |
Kv |
Kw |
Ky |
Kx |
Kz
 
Kra |
Krb |
Krc |
Kre |
Krg |
Krh |
Kri |
Krj |
Krk |
Krl |
Krm |
Krn |
Kro |
Krp |
Krs |
Krt |
Kru |
Kry |
Krz
 
Krua |
Krub |
Kruc |
Krud |
Krue |
Kruf |
Krug |
Kruh |
Krui |
Kruj |
Kruk |
Krul |
Krum |
Krun |
Kruo |
Krup |
Krus |
Krut |
Kruu |
Kruy |
Kruz
Die Liste der Biografien führt alle Personen auf, die in der deutschsprachigen Wikipedia einen Artikel haben. Dieses ist eine Teilliste mit 190 Einträgen von Personen, deren Namen mit den Buchstaben „Krum“ beginnt.

## Krum
- Krum († 814), bulgarischer KhanKrum († 814)

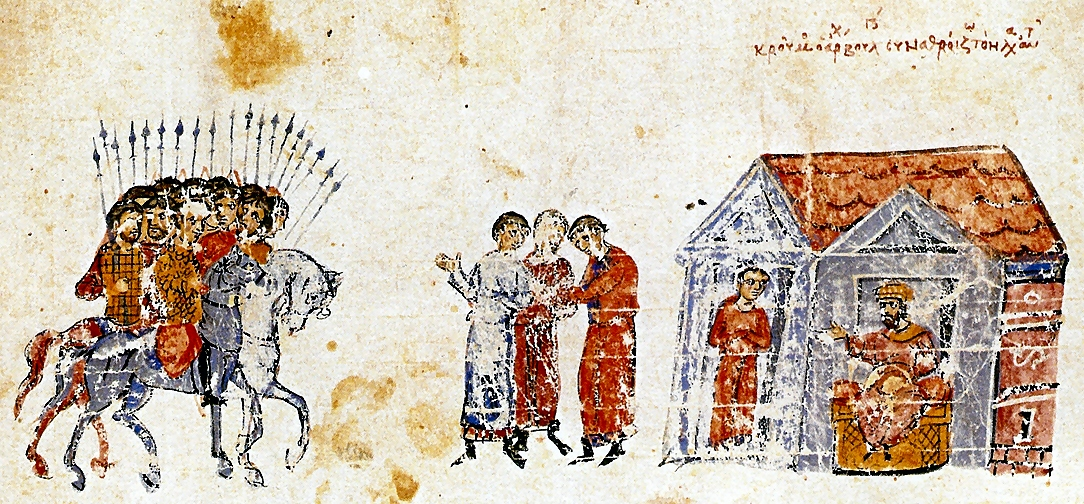
Krum († 814)

- Krum, Beate (* 1957), deutsche Schachspielerin
- Krum, Gerhard (* 1947), deutscher Politiker (SPD)
- Krum, Horsta (* 1941), deutsche Geistliche
- Krum, Jacob († 1527), Schweizer Bürgermeister

### Krumb
- Krumbach, Alfred (1911–1993), deutscher Polizist, Kriminalkommissar der Gestapo und SS-Angehöriger
- Krumbach, Franz (1822–1876), deutscher Jurist und bayerischer Politiker
- Krumbach, Gerhard (1895–1955), deutscher Seismologe
- Krumbach, Horst (* 1964), deutscher Sozialunternehmer
- Krumbach, Karl Gerd (1926–2015), deutscher Statiker und Numismatiker
- Krumbach, Reinhard (1902–1968), deutscher Feuerwerker
- Krumbach, Thilo (1874–1949), deutscher Zoologe
- Krumbach, Walter (1917–1985), deutscher Autor von Kinderbüchern, Kinderliedern, Puppenspielen und Comics
- Krumbach, Wilhelm (1937–2005), deutscher Cembalist, Organist und Musikwissenschaftler
- Krumbacher, Karl (1856–1909), deutscher Byzantinist
- Krumbacher, Wilhelm (1891–1965), deutscher Kaufmann und Mitglied des Bayerischen Senats
- Krumbeck, Jakob (* 1993), deutscher Basketballspieler
- Krumbeck, Julia (* 1976), deutsche Beachvolleyballspielerin
- Krumbeck, Lothar (1878–1958), deutscher Paläontologe und Geologe
- Krumbeck, Sven (* 1989), deutscher Politiker (Piratenpartei, Bündnis 90/Die Grünen), MdL Schleswig-Holstein
- Krumbein, Bernd (* 1955), deutscher Fußballspieler
- Krumbein, Hermine (* 2003), deutsche Ruderin
- Krumbein, Robert (* 1956), deutscher Politiker (SPD), MdL
- Krumbein, Werner (1917–1996), deutscher Dirigent
- Krumbein, William C. (1902–1979), US-amerikanischer Geologe
- Krumbein, Wolfgang (* 1948), deutscher Politikwissenschaftler
- Krumbein, Wolfgang E. (1937–2021), deutscher Mikrobiologe
- Krumbhaar, Heinrich (1867–1939), deutscher Zeitungsverleger
- Krumbholtz, Christian (1662–1725), deutscher evangelisch-lutherischer Geistlicher und Hauptpastor in Hamburg
- Krumbholtz, Johann Christian (1720–1789), deutscher Geistlicher
- Krumbholz, Bodo (* 1958), deutscher Politiker (SPD), MdL
- Krumbholz, Eckart (1937–1994), deutscher Schriftsteller und Herausgeber
- Krumbholz, Mareile (* 1982), deutsche Organistin und Musikpädagogin
- Krumbholz, Martin (* 1954), deutscher Literaturwissenschaftler und Journalist
- Krumbholz, Olivier (* 1958), französischer Handballspieler und -trainer
- Krumbiegel, Crock (* 1955), deutscher Schauspieler und Synchronsprecher
- Krumbiegel, Dana (* 1969), deutsche Fußballspielerin, Nationalspielerin der DDR
- Krumbiegel, Günter (1926–2014), deutscher Paläontologe
- Krumbiegel, Gustav Hermann (1865–1956), deutscher Gartenarchitekt und Botaniker
- Krumbiegel, Ingo (1903–1990), deutscher Mammaloge, Arzt und Tierrechtsaktivist
- Krumbiegel, Markus (* 1971), deutscher Verwaltungsjurist und Richter
- Krumbiegel, Martin (* 1963), deutscher Musiker und Musikwissenschaftler
- Krumbiegel, Paulina (* 2000), deutsche Fußballspielerin
- Krumbiegel, Sebastian (* 1966), deutscher PopsängerSebastian Krumbiegel (* 1966)

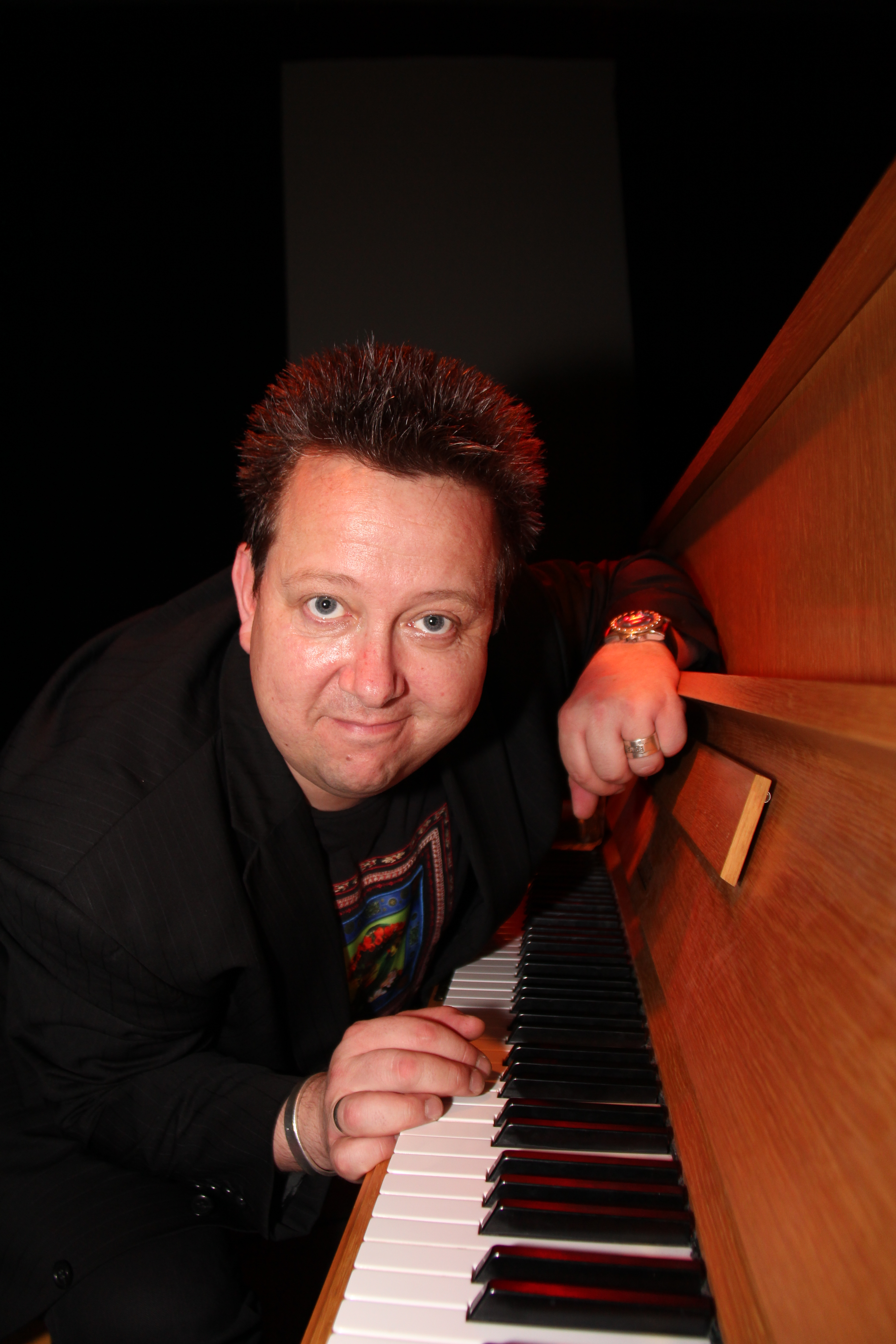
Sebastian Krumbiegel (* 1966)

- Krumbiegel, Stephan (* 1964), deutscher Filmeditor
- Krumbiegel, Ulrike (* 1961), deutsche Schauspielerin
- Krumböck, Florian (* 1991), österreichischer Politiker (ÖVP)
- Krumböck, Laura (* 1999), österreichische Fußballspielerin

### Krume
- Krume, Moritz (* 1994), deutscher Basketballspieler
- Krumeich, Gerd (* 1945), deutscher Historiker
- Krumeich, Ralf (* 1963), deutscher Klassischer Archäologe
- Krümel, deutsche Partysängerin, Reality-TV-Teilnehmerin und Gastronomin
- Krumenauer, Hans, deutscher Architekt
- Krumenauer, Stephan († 1461), deutscher Architekt
- Krumey, Hermann (1905–1981), sudetendeutscher Nationalsozialist und Täter des Holocaust

### Krumf
- Krumfuß, Klaus (* 1950), deutscher Politiker (CDU), MdL

### Krumh
- Krumholc, Zygmunt (1903–1941), polnischer Fußballspieler
- Krumholtz, David (* 1978), US-amerikanischer FilmschauspielerDavid Krumholtz (* 1978)

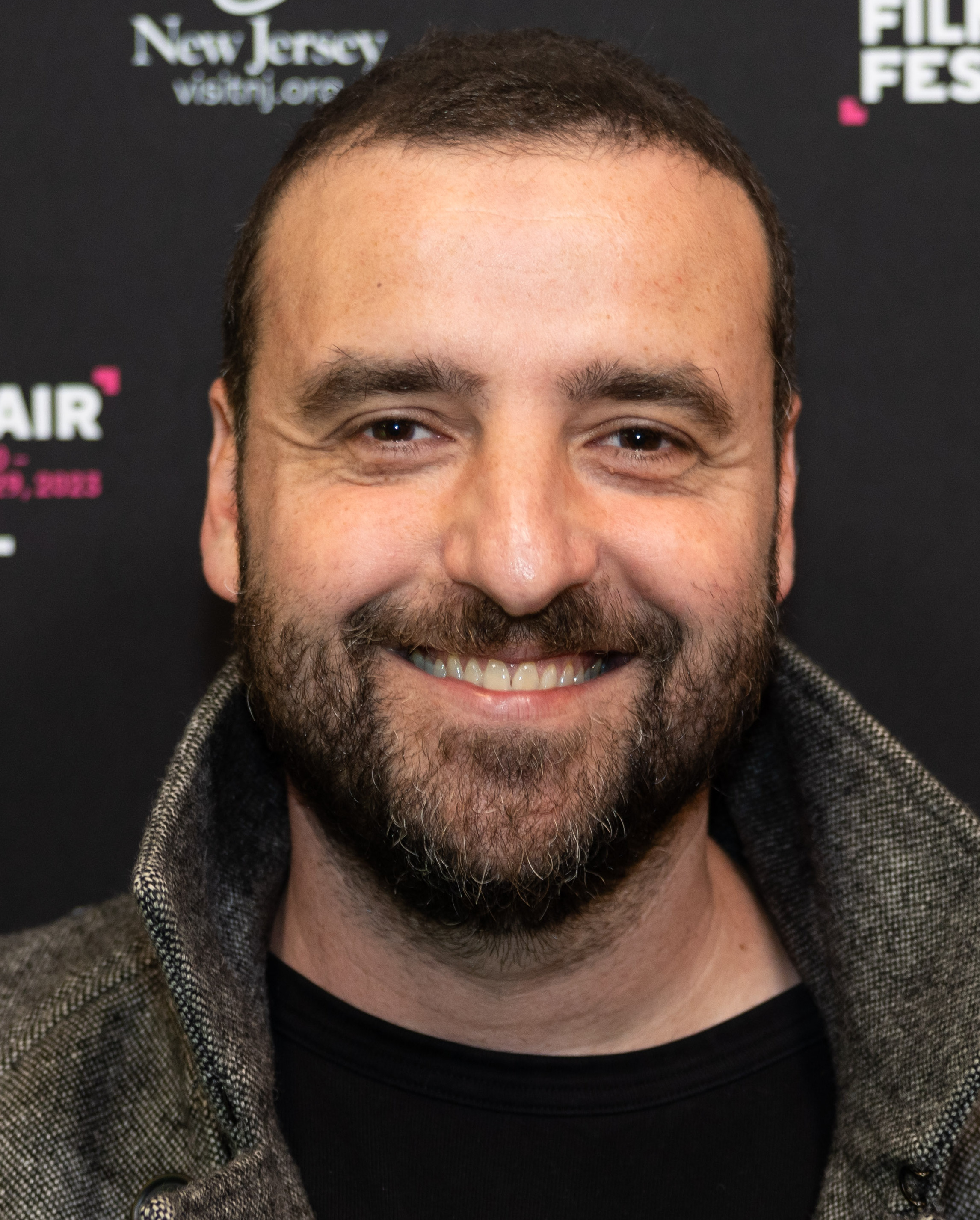
David Krumholtz (* 1978)

- Krumholz, August (* 1845), österreichischer Architekt
- Krumholz, Daniel (* 1948), österreichischer Diplomat
- Krumholz, Ferdinand (1810–1878), österreichischer Porträt-, Genre- und Landschaftsmaler
- Krumholz, Werner (* 1956), deutscher Mediziner
- Krumhorn, Emile (* 1993), französischer Fußballspieler

### Krumi
- Krumin, Johanna, deutsche SopranistinJohanna Krumin

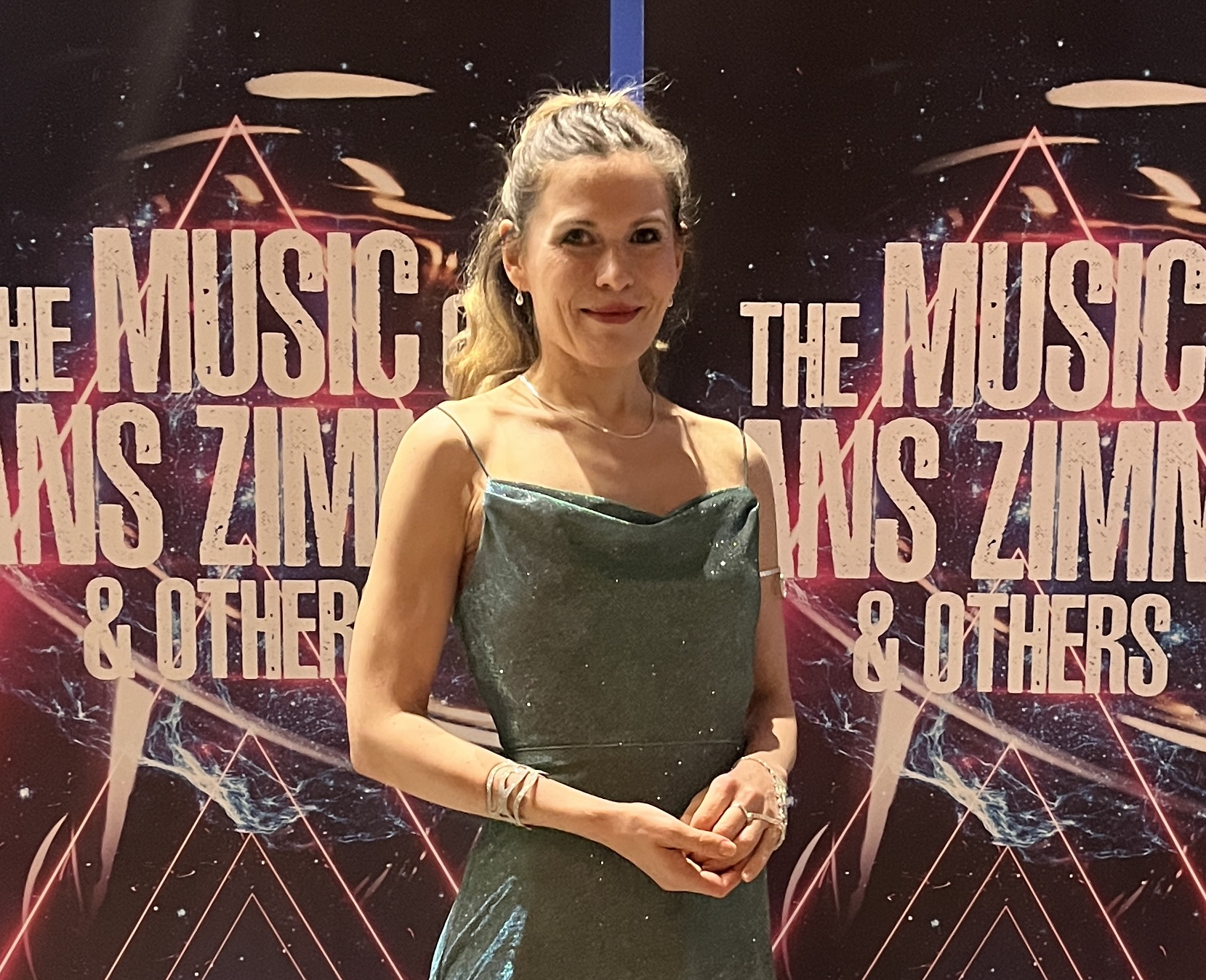
Johanna Krumin

- Krūmiņa, Gerda (* 1984), lettische Biathletin
- Krūmiņa, Linda (* 1984), lettische Schachspielerin
- Krūmiņa, Vineta (* 2003), lettische Diskuswerferin
- Krūmiņš, Andris (* 1976), lettischer Beachvolleyballspieler
- Krūmiņš, Edgars (* 1985), lettischer Basketballspieler
- Krūmiņš, Jānis (1894–1938), lettischer Revolutionär
- Krūmiņš, Jānis (1930–1994), sowjetischer Basketballspieler
- Krumins, Susan (* 1986), niederländische Mittel- und Langstreckenläuferin
- Kruminsch, Arturs (* 1988), deutsch-lettischer Eishockeyspieler
- Kruminsch, Maris (* 1987), deutsch-lettischer Eishockeyspieler

### Kruml
- Krumlinde, Olof (1856–1945), schwedischer Landschafts- und Marinemaler

### Krumm
- Krumm, Anna († 1476), Schweizer Priorin
- Krumm, Carsten (* 1969), deutscher Jurist
- Krumm, Christian (* 1977), deutscher Historiker und Autor
- Krumm, David A. (* 1967), US-amerikanischer Offizier, Generalleutnant der US Air Force
- Krumm, Franz (1909–1943), deutscher Fußballspieler
- Krumm, Hans-Jürgen (* 1942), deutsch-österreichischer Germanist und Sprachlehr- und Sprachlernforscher
- Krumm, Heinrich (1896–1957), deutscher Lederwarenfabrikant
- Krumm, Hermann (1855–1915), deutscher Germanist, Autor und Herausgeber
- Krumm, Johannes (* 1991), deutscher Baseballspieler
- Krumm, Karl-Heinz (1930–1992), deutscher Journalist
- Krumm, Marcel (* 1978), deutscher Rechtswissenschaftler
- Krumm, Michael (* 1970), deutscher RennfahrerMichael Krumm (* 1970)

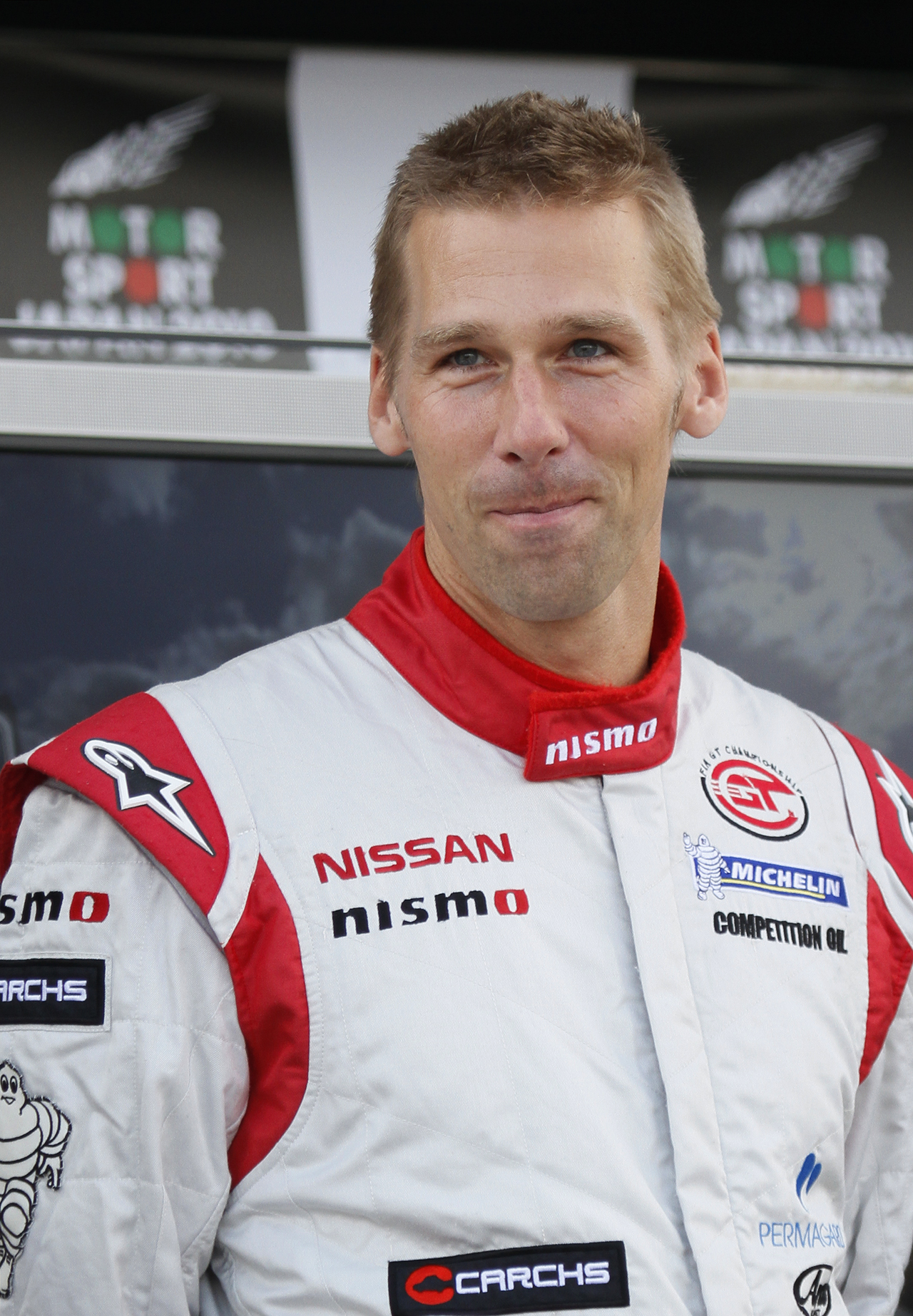
Michael Krumm (* 1970)

- Krumm, Paul Albert (1924–1990), deutscher Schauspieler
- Krumm, Rainer (* 1971), deutscher Autor, Unternehmensberater und Managementtrainer
- Krumm, Volker (1934–2020), deutsch-österreichischer Pädagoge und Erziehungswissenschaftler
- Krumm-Heller, Arnold (1876–1949), deutscher Abenteurer, Arzt, Okkultist, Rosenkreuzer
- Krummacher, Adolf (1824–1884), deutscher evangelischer Theologe und Verfasser von Kirchenliedern
- Krummacher, Christoph (* 1949), deutscher evangelischer Theologe und Organist
- Krummacher, Emil Wilhelm (1798–1886), deutscher reformierter Theologe
- Krummacher, Friedhelm (* 1936), deutscher Musikwissenschaftler
- Krummacher, Friedrich Adolf (1767–1845), reformierter Theologe
- Krummacher, Friedrich Wilhelm (1796–1868), reformierter Theologe
- Krummacher, Friedrich-Wilhelm (1901–1974), deutscher evangelischer Theologe und Bischof der Pommerschen Evangelischen Kirche
- Krummacher, Gottfried (1892–1954), deutscher Politiker (NSDAP), MdR
- Krummacher, Gottfried Daniel (1774–1837), preußischer reformierter Theologe
- Krummacher, Hans-Henrik (* 1931), deutscher Germanist
- Krummacher, Hermann Friedrich (1828–1890), deutscher evangelischer Theologe
- Krummacher, Jessica (* 1978), deutsche Regisseurin, Autorin und Produzentin
- Krummacher, Johann-Henrich (1946–2008), deutscher Theologe, Publizist und Politiker (CDU), MdB
- Krummacher, Karl (1864–1931), deutscher Verwaltungsjurist
- Krummacher, Karl (1867–1955), deutscher MalerKarl Krummacher (1867–1955)

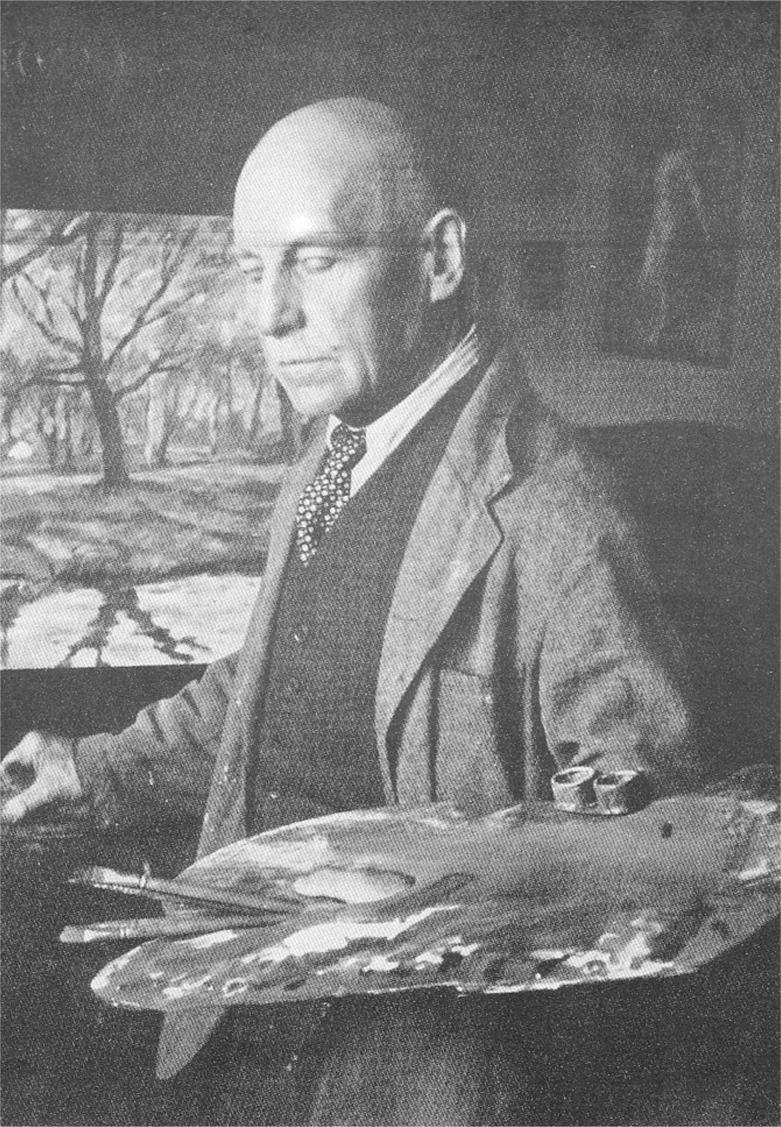
Karl Krummacher (1867–1955)

- Krummacher, Karl Emil (1830–1899), reformierter Theologe
- Krummacher, Karl-Michael (* 1948), deutscher Musiker
- Krummacher, Theodor (1867–1945), deutscher evangelischer Pfarrer
- Krumme, Elisabeth (1897–1984), deutsche Juristin, Richterin am Bundesgerichtshof
- Krumme, Max-Herbert (* 1958), deutscher Musiker, Komponist, Produzent und Musikverleger
- Krumme, Peter (1942–2009), deutscher Autor, Dramaturg und literarischer Übersetzer
- Krumme, Werner (1909–1972), deutscher Widerstandskämpfer
- Krummediek, Erich († 1439), deutscher Ritter und Diplomat in dänischen Diensten
- Krummedike, Hartvig, norwegischer Reichshofmeister, Festungshauptmann in Akershus
- Krummedike, Henrik, dänischer und norwegischer Reichsrat und norwegischer Großgrundbesitzer
- Krümmel, Carl (1895–1942), deutscher Sportfunktionär und -wissenschaftler
- Krümmel, Hans-Jacob (1928–2016), deutscher Betriebswirt und Hochschullehrer
- Krummel, Josef (1873–1937), russlanddeutscher römisch-katholischer Geistlicher und Märtyrer
- Krümmel, Otto (1854–1912), deutscher Ozeanograph und Hochschullehrer
- Krummel, Philipp (1795–1872), deutscher Polizeiinspektor, Bürgermeister, Landtagsabgeordneter Waldeck
- Krummel, Philipp (1870–1946), deutscher Landwirt und Politiker (DNVP), Landtagsabgeordneter Waldeck
- Krummel, Richard (1925–2017), US-amerikanischer Germanist und Bibliograf
- Krummel, Wilhelm (1833–1907), Landtagsabgeordneter Waldeck
- Krummen, Eveline (* 1956), Schweizer Klassische Philologin und Hochschullehrerin
- Krummenacher, Albert (1919–1984), Schweizer Politiker
- Krummenacher, Martin (* 1966), Schweizer Lügenforscher und Politiker
- Krummenacher, Michael (* 1985), Schweizer Filmregisseur und Schauspieler
- Krummenacher, Randy (* 1990), Schweizer Motorradrennfahrer
- Krummenacher, Toya (* 1981), Schweizer Politikerin (SP)
- Krummenacker, David (* 1975), US-amerikanischer Leichtathlet
- Krummenauer, Mira (* 1982), deutsche Fußballspielerin
- Krummensee, Joachim Ernst Sigismund von (1656–1724), preußischer Generalmajor
- Krummensee, Marquard von († 1412), Propst des Doms zu Brandenburg, Domherr und Pfarrer
- Krümmer, Ewald (1896–1968), deutscher Diplomat und Politiker (FDP), MdB, Oberbürgermeister von Iserlohn
- Krümmer, Gisbert (1856–1922), deutscher wirklicher Geheimer Oberbergrat
- Krummer-Schroth, Ingeborg (1911–1998), deutsche Kunsthistorikern
- Krumminga, Helmut (* 1961), deutscher Rock-GitarristHelmut Krumminga (* 1961)

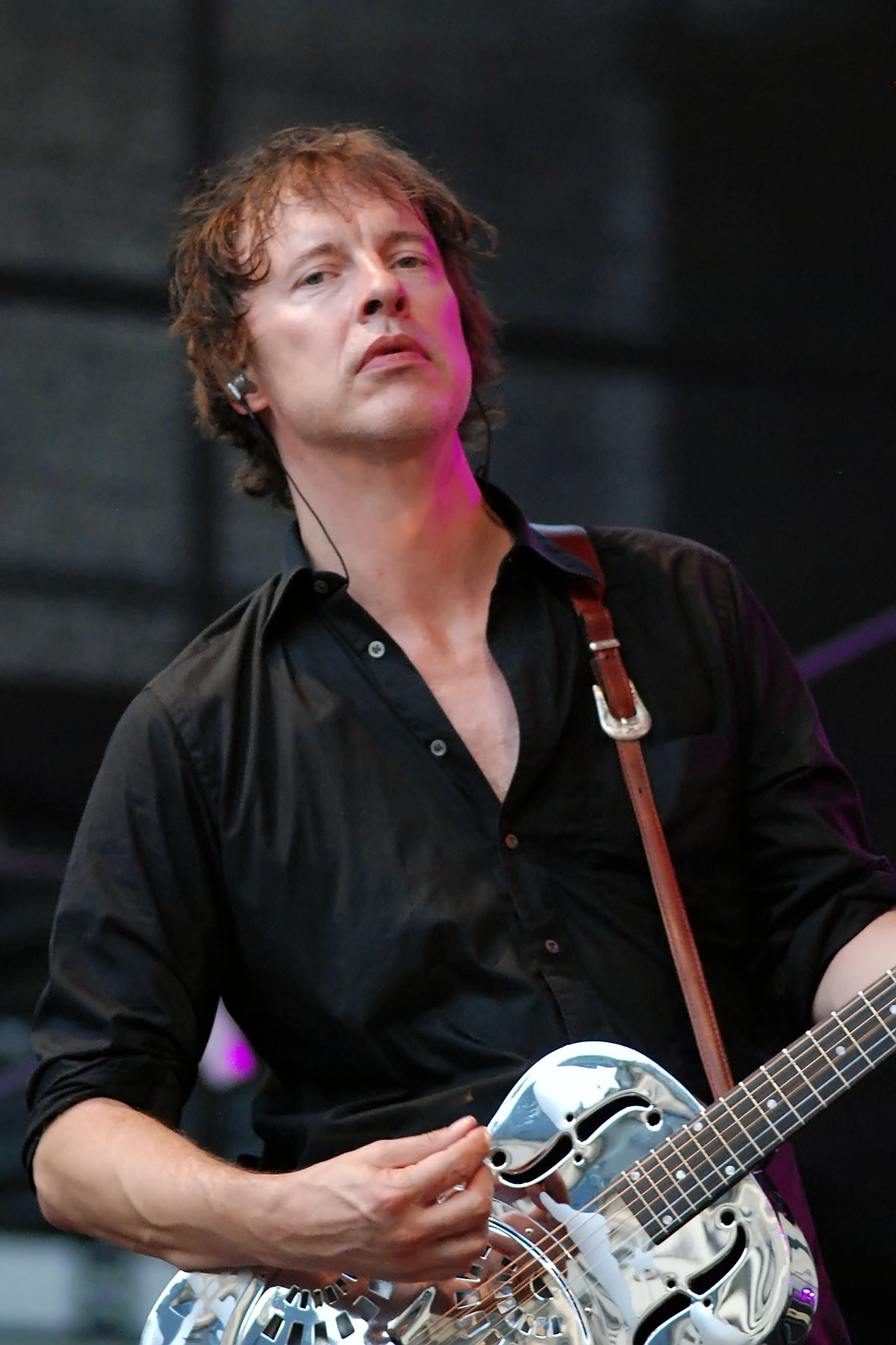
Helmut Krumminga (* 1961)

- Krümmling, Martin (* 1984), deutscher Jazzmusiker (Schlagzeug, Komposition)
- Krummnow, Johann Friedrich (1811–1880), deutscher lutherischer Prediger; Missionar; Siedler
- Krummrey, Hans (1930–2018), deutscher Epigraphiker
- Krummwiede, Thomas (* 1958), deutscher Fußballspieler

### Krumn
- Krumnacker, Maja (* 1931), deutsche Werkstoffwissenschaftlerin
- Krumnow, Hans-Jürgen (1943–2015), deutscher Fußballspieler
- Krumnow, Jürgen (* 1944), deutscher Bankkaufmann und Manager

### Krumo
- Krumow, Petar (* 1941), bulgarischer Ringer
- Krumow, Plamen (* 1975), bulgarischer Fußballspieler
- Krumow, Walentin (* 1964), bulgarischer Ringer

### Krump
- Krump, Leonie (* 2004), deutsche Fußballspielerin
- Krumpal, Ivar (* 1975), deutsch-slowakischer Soziologe
- Krumpane, Katrina (* 1980), lettische Sängerin (Sopranistin) und Musikerin
- Krumpe, Hans (1885–1943), tschechoslowakischer Politiker der deutschen Minderheit
- Krumpe, Jens (* 1978), deutscher Geoinformatiker und Politiker (AfD), MdL
- Krümpelmann, Dirk (* 1966), deutscher Fußballspieler
- Krümpelmann, Justus (1935–2018), deutscher Rechtswissenschaftler
- Krumpelt, Ihno (1899–1984), deutscher Generalstabsoffizier, Richter und Militärwissenschaftler
- Krumpen, Angela (* 1963), deutsche Autorin, Radiojournalistin und Moderatorin
- Krumpen, Horst (* 1966), deutscher Kaufmann und Politiker (FDP, Die Linke)
- Krumpen, Tim (* 1988), deutscher Fußballtorhüter
- Krumpeštar, Matevž (* 1977), slowenischer Bogenbiathlet
- Krümpfer, Petra (* 1959), deutsche Politikerin (SPD), MdBB
- Krumpholz, Carl Stanislaus (* 1896), böhmischer Politiker
- Krumpholz, Dieter (1941–1966), deutscher Motorradrennfahrer
- Krumpholz, Eckhard (* 1966), deutscher Fotokünstler
- Krumpholz, Erhart (1912–2008), deutscher Motorradrennfahrer
- Krumpholz, Hanns-Jörg (* 1962), deutscher Schauspieler, Autor, Hörspiel- und Synchronsprecher
- Krumpholz, Helmut (1922–2016), deutscher Verwaltungsjurist und Präsident des Bundesamtes für Ernährung und Forstwirtschaft
- Krumpholz, James (* 1987), US-amerikanischer Wasserballspieler
- Krumpholz, Johann Baptist (1742–1790), tschechischer Komponist und Harfenist
- Krumpholz, Kurt, US-amerikanischer Schwimmer
- Krumpholz, Wenzel († 1817), böhmischer Musiker
- Krumphuber, Petra (* 1977), österreichische Posaunistin des Creative Jazz
- Krumpl, Karl (1909–1945), österreichischer Politiker und Widerstandskämpfer
- Krumpöck, Florian (* 1978), österreichischer Pianist und DirigentFlorian Krumpöck (* 1978)

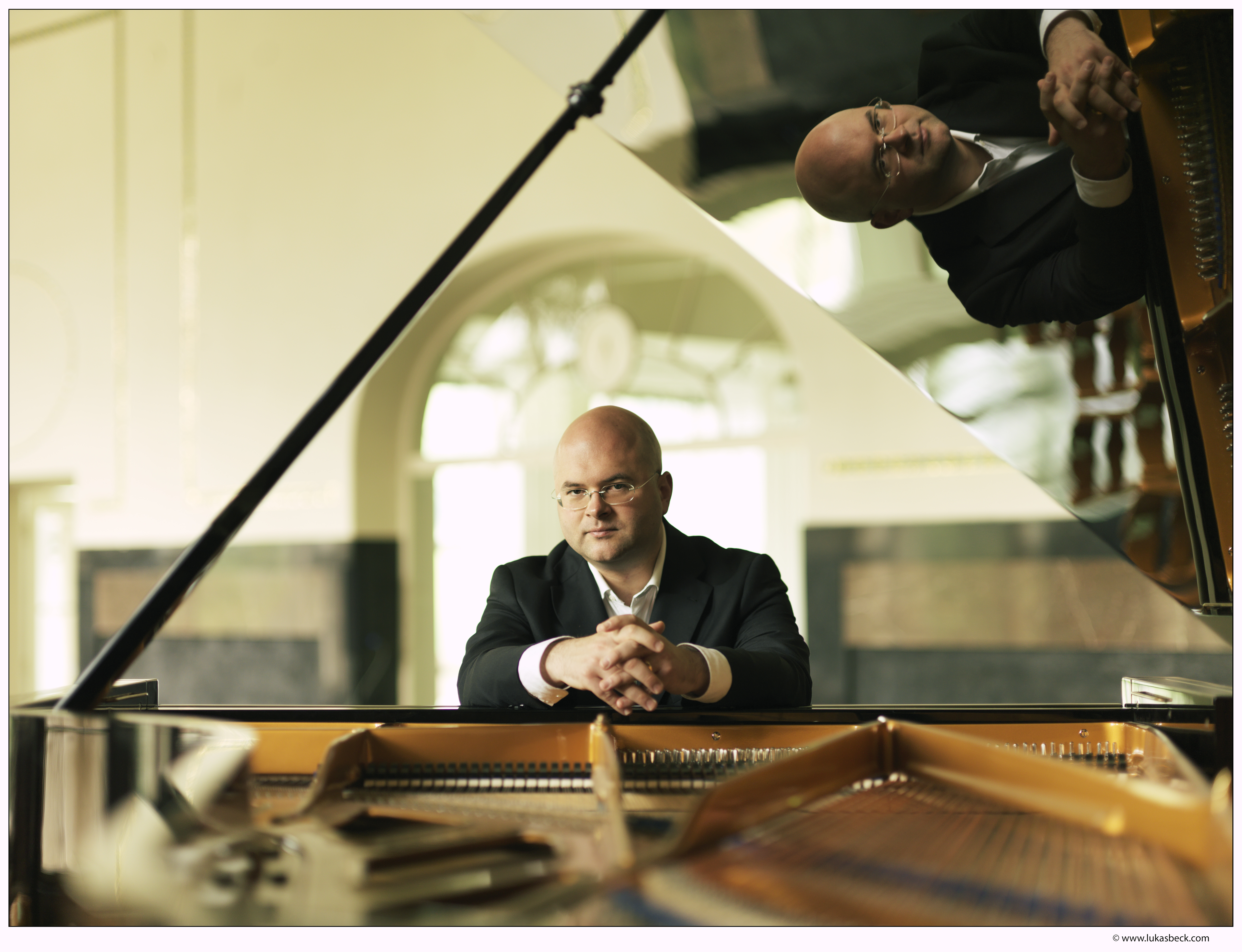
Florian Krumpöck (* 1978)

- Krumpper, Hans († 1634), deutscher Bildhauer, Stuckateur, Altarbauer, Baumeister

### Krumr
- Krumrei, Claus Robert (* 1955), deutscher Diplomat
- Krumrey, Henning (* 1962), deutscher Journalist
- Krumrey, Immo (1923–2013), deutscher Industriedesigner
- Krumrey, Jonas (* 2003), deutscher FußballspielerJonas Krumrey (* 2003)

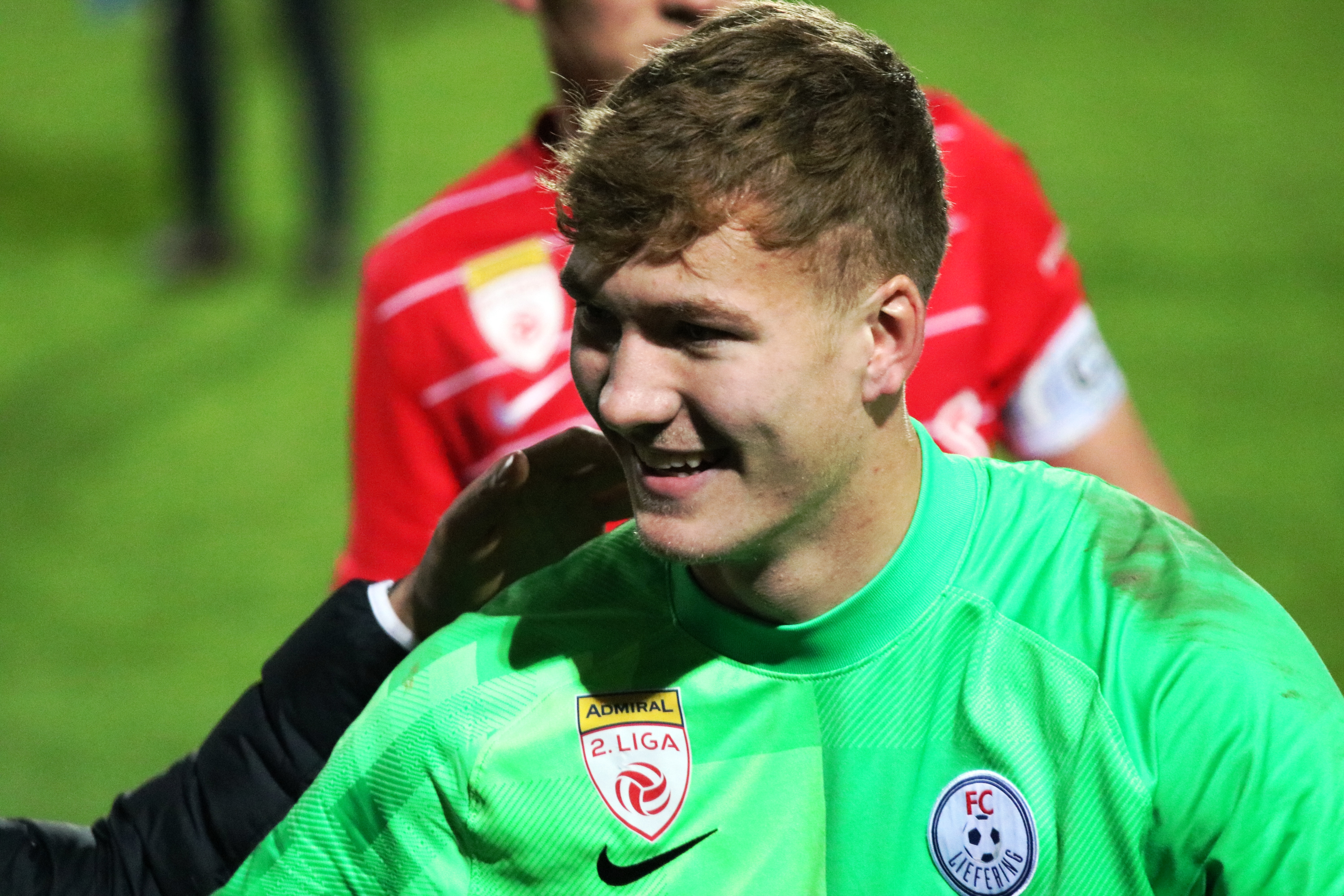
Jonas Krumrey (* 2003)

### Krums
- Krumscheid, Sarah (* 1992), deutsche Fußballspielerin
- Krumscheidt, Swentja, deutsche Theaterregisseurin und Dozentin
- Krumschmidt, Eberhard (1902–1956), deutsch-amerikanischer Bühnen- und Filmschauspieler
- Krumschnabel, Andrea (* 1965), österreichische Politikerin (VT), Landtagsabgeordnete in Tirol
- Krumschnabel, Martin (* 1962), österreichischer Rechtsanwalt und Politiker ("Die Parteifreien")
- Krumsiek, Rolf (1934–2009), deutscher Jurist und Politiker (SPD)

### Krumt
- Krumtünger, Michael (* 1957), deutscher Tischtennisspieler

### Krumw
- Krumwiede, Agnes (* 1977), deutsche Politikerin (Bündnis 90/Die Grünen), MdB
- Krumwiede, Bodo (* 1956), deutscher Theater- und Filmschauspieler sowie Hörspielsprecher und Synchronsprecher
- Krumwiede, Hans Walter (1921–2007), deutscher Theologe, Professor für Neuere Kirchengeschichte
- Krumwiede-Steiner, Franziska (* 1985), deutsche Politikerin (Bündnis 90/Die Grünen), MdB